# Роберт Веерінг
Роберт Веерінг (ест. Robert Veering, нар. 1 грудня 2005, Таллінн, Естонія) — естонський футболіст, захисник клубу «Флора» та національної збірної Естонії.

## Ігрова кар'єра

### Клубна
Роберт Веерінг є вихованцем столичного клубу «Флора». З 2021 року захисник почав грати за дублюючий склад «Флори» у нижчих дивізіонах. З 2023 року Веерінг був внесений в заявку першої команди на участь у чемпіонаті країни і 16 квітня 2023 року дебютував у вищому естонському дивізіоні. В тому ж сезоні у складі «Флори» Веерінг став чемпіоном країни.

### Збірна
З 2022 року Веерінг виступав за юнацькі збірні Естонії.
12 січня 2024 року у товариському матчі проти команди Швеції Роберт Веерінг дебютував у національній збірній Естонії.

## Титули
Флора
 Чемпіон Естонії: 2023
 Переможець Суперкубка Естонії: 2024